# Franco Bargelli
Pas d'image ? Cliquez ici

a Compétitions nationales et continentales officielles uniquement.

b Matchs officiels uniquement.
 Franco Bargelli (né le 4 octobre 1954 à Frascati, dans la province de Rome, dans le Latium) est un ancien joueur italien de rugby à XV de la fin des années 1970 et du début des années 1980.

## Biographie
Franco Bargelli évoluait au poste de troisième ligne. 
Il a joué dans les clubs de Rugby Frascati, Rugby Reggio Calabria, Rugby Rovigo et Rugby Rome.

Il a honoré sa première cape internationale le 16 mai 1979 à Brescia (Italie) avec l'équipe d'Italie pour un nul 6-6 contre l'Angleterre des moins de 23 ans.
Il joue quatorze matchs internationaux.
Il a disputé son dernier match international le 12 avril 1981 à Braila (Roumanie) pour une défaite 35-9 contre l'équipe de Roumanie.

## Clubs successifs
- Rugby Frascati
- Rugby Reggio Calabria
- Rugby Rovigo
- Rugby Rome.

## Sélection nationale
- 14 sélections avec l'Italie
- Sélections par année : 8 en 1979, 4 en 1980, 2 en 1981.
- 2 essais, 8 points